# Xã St. Francois, Quận Butler, Missouri
Xã St. Francois (tiếng Anh: St. Francois Township) là một xã thuộc quận Butler, tiểu bang Missouri, Hoa Kỳ. Năm 2010, dân số của xã này là 1.794 người.